# Viren (Rö socken, Uppland)
Viren är en sjö i Norrtälje kommun i Uppland och ingår i Norrtäljeån-Åkerströms kustområde. Sjön har en area på 1,24 kvadratkilometer och ligger 33 meter över havet. Sjön avvattnas av vattendraget Penningbyån.

## Delavrinningsområde
Viren ingår i det delavrinningsområde (661876-164668) som SMHI kallar för Utloppet av Viren. Medelhöjden är 50 meter över havet och ytan är 23,83 kvadratkilometer. Det finns inga avrinningsområden uppströms utan avrinningsområdet är högsta punkten. Avrinningsområdets utflöde Penningbyån mynnar i havet. Avrinningsområdet består mestadels av skog (67 procent) och jordbruk (16 procent). Avrinningsområdet har 2,15 kvadratkilometer vattenytor vilket ger det en sjöprocent på 9 procent.